# Bückeberg-Weg
Der Bückeberg-Weg ist ein 51 Kilometer langer Fernwanderweg, der die ostwestfälische Stadt Porta Westfalica im Kreis Minden-Lübbecke und die niedersächsische Stadt Bad Nenndorf im Landkreis Schaumburg verbindet.

## Verlauf
Am Bahnhof Porta Westfalica (, 45 m ü. NHN) beginnend führt der Weg hinauf zum Jakobsberg 235,2 m ü. NHN, über die Nammer Klippen, durch Kleinenbremen, Bückeburg, den Harrl, Bad Eilsen, über den namensgebenden Bückeberg und durch Reinsen sowie Beckedorf zum Ziel am Kurpark in Bad Nenndorf (, 70 m ü. NHN).
Der tiefste Punkt des Weges liegt mit 45 m ü. NHN am Bahnhof in Porta Westfalica, eine Höhe des Bückebergs bildet mit 348 m ü. NHN den höchsten Punkt.

### Kennzeichnung
Der Bückeberg-Weg ist mit der Wegzeichen-Markierung  X 
und – soweit zweckmäßig – mit der Wegnummer „11“ (
 X11  ) gekennzeichnet.

### Übergänge
- In Porta Westfalica beginnen/enden der Burgensteig (  X2 , Porta Westfalica – Höxter), der Cheruskerweg (  X3 , Porta Westfalica – Schlangen), der Runenweg (  X7 , Porta Westfalica – Schlangen), der Wittekindsweg (, Porta Westfalica – Osnabrück), der Weserberglandweg (  XW , Porta Westfalica – Hann. Münden) sowie der Weserweg (  W , Porta Westfalica – Bremen).
- In Bückeburg und in Bad Eilsen kreuzt der Karl-Bachler-Weg (  X4 , Bad Salzuflen – Rehburg-Loccum).
- In Obernkirchen kreuzt der Dachtelfeldweg (  X12 , Extertal-Bösingfeld – Stadthagen).
- In Beckedorf kreuzt der Roswithaweg (  R , Nienburg/Weser – Bad Gandersheim).
- In Bad Nenndorf führt der Bückeberg-Weg zum Europäischen Fernwanderweg E1 (Nordsee – Mittelmeer) und Calenberger Weg (Bad Nenndorf – Nordstemmen).

### Teils parallel verlaufende Wege
- Etappen 2, 3 und 4 des Sigwardswegs
- Eggeweg
- Europäischer Fernwanderweg E11

## Sehenswürdigkeiten

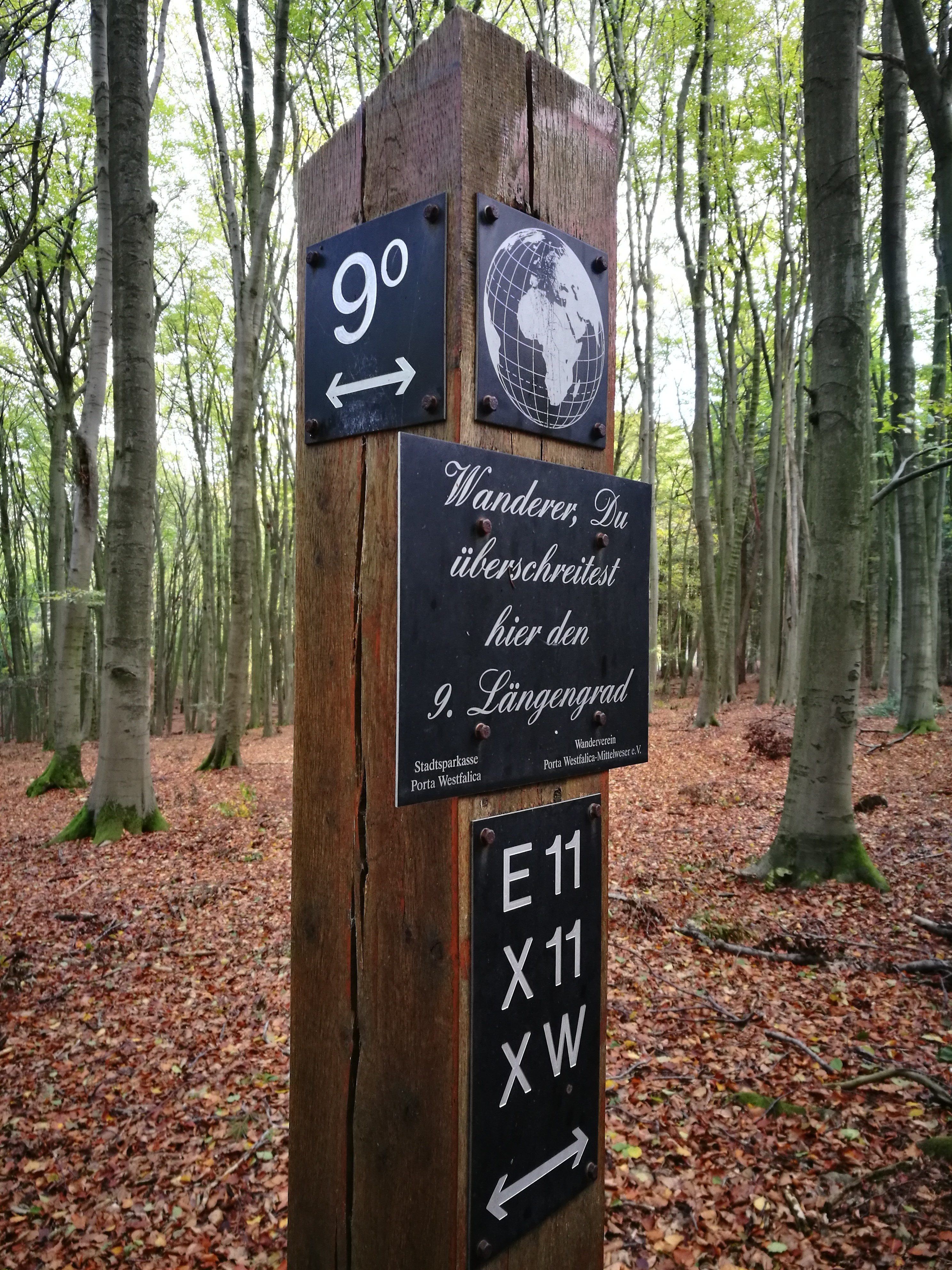
Hinweis auf den 9. Längengrad

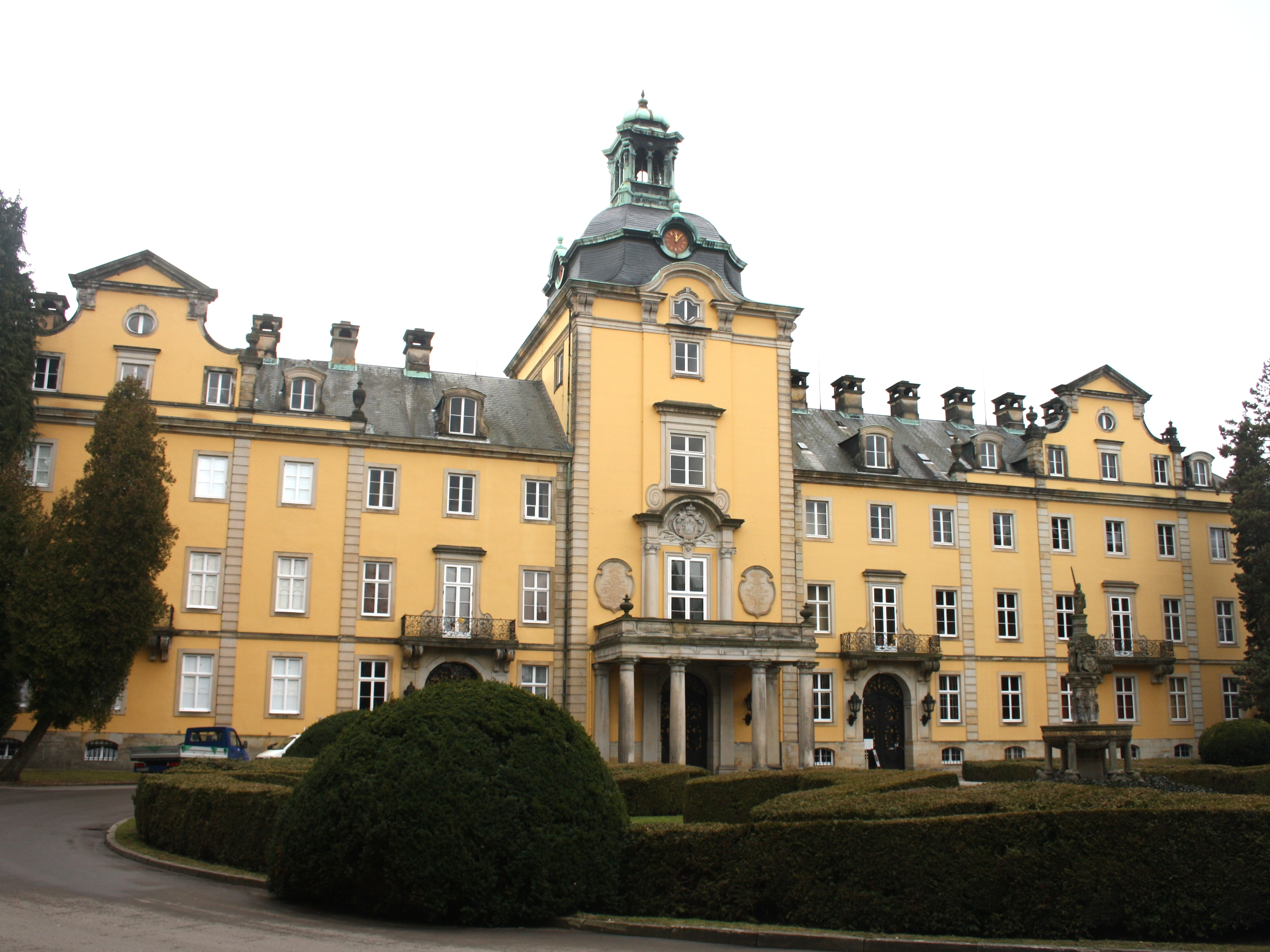
Frontansicht Schloss Bückeburg

- Der Weserdurchbruch Porta Westfalica
- Im Wald bei den Nammer Klippen überschreitet man den 9. Längengrad (Hinweisschild)
- Als Besonderheit in Kleinenbremen sind das Besucherbergwerk in einem Teil der stillgelegten „Eisenerzgrube Wohlverwahrt“ sowie die evangelische Kirche zu nennen. Das Uhrwerk der Kirche ist mit dem Westminsterschlag des Big Ben identisch; in der Kirche war außerdem von 1944 bis 1946 ein Teil des Schatzes der Hohenzollern eingemauert, um ihn nicht den Alliierten in Berlin preiszugeben.[1]
- In der ehemaligen Residenzstadt des Fürstentums Schaumburg-Lippe, Bückeburg, sollte sich der Wanderer Zeit für die Besichtigung des Museums für Stadtgeschichte und Schaumburg-Lippische Landesgeschichte nehmen. Darüber hinaus sind die Innenstadt mit der Bückeburger Stadtkirche sowie das Schloss Bückeburg mit Mausoleum des ehemaligen Fürstenhauses Schaumburg-Lippe zu nennen.
- Auf dem Harrl etwa auf halber Strecke zwischen Bückeburg und Bad Eilsen passiert man an dessen höchster Erhebung den Idaturm, 1847 zur Landvermessung und als Arbeitsbeschaffungsmaßnahme errichtet. Die Rundumsicht vom 28 m hohen Aussichtsturm reicht von Minden über das Wesergebirge und den Bückeberg bis weit in die norddeutsche Tiefebene.
- In Bad Eilsen sind neben der erhaltenen historischen Architektur die Kuranlagen, der Kurpark mit altem Baumbestand, insbesondere schönen großen Alleen, und dem Rosarium besonders sehenswert.
- In Bad Nenndorf ist der Besuch der „Kurapotheke“, ältestes Gebäude in Bad Nenndorf, einst Jagdhaus von Graf Wilhelm zu Schaumburg-Lippe, des „Schlösschens“ im Kurpark, und des Brunnentempels über der Schwefelquelle im Kurpark, das Wahrzeichen Bad Nenndorfs, empfehlenswert. Im Kurpark mit einem über 200 Jahre alten Baumbestand ist eine, einmalig in Deutschland, aus knapp 100 seltenen Süntel-Buchen bestehende Allee zu bewundern.